# Sorygaza armasata
Sorygaza armasata är en fjärilsart som beskrevs av Druce 1891. Sorygaza armasata ingår i släktet Sorygaza och familjen nattflyn. Inga underarter finns listade i Catalogue of Life.